# مادوراي شانموكهافديفو سوبولاكشمي
مادوراي شانموكهافديفو سوبولاكشمي (16 سبتمبر 1916 - 11 ديسمبر 2004) مغنية كارناتيكية تاميلية هندية، كانت أول موسيقية على الإطلاق تحصل على جائزة بهارات راتنا وهي أعلى وسام مدني في الهند، وأول موسيقية هندية تحصل على جائزة رامون ماجسايساي في عام 1974 وأول هندية تؤدي في الجمعية العامة للأمم المتحدة في عام 1966.